# Edwin Jongejans
Edwin Jongejans (Amstelveen, 18 dicembre 1966) è un tuffatore e allenatore di tuffi olandese.

## Biografia
È fratello della tuffatrice Daphne Jongejans che prese parte ai Giochi olimpici di Los Angeles 1984, Seul 1988 e Barcellona 1992.
Ha rappresentato la Paesi Bassi ai Giochi olimpici estivi di Seul 1988 e Barcellona 1992 nel concorso del trampolino 3 metri, concludendo rispettivamente all'ottavo ed al settimo posto.
Si è affermato come uno dei migliori tuffatori europei nel trampolino a vincendo la medaglia d'oro ai campionati europei di nuoto di Bonn 1989, titolo riconfermato a Vienna 1995.
È divenuto campione del mondo ai campionati mondiali di nuoto di Perth 1991 vincendo l'oro nel trampolino 1 metro. Lo stesso anno è stato eletto miglior atleta olandese dell'anno.
Dopo essersi ritirato è divenuto allenatore di tuffi ed ha allentato Hannah Starling e Alicia Blagg nella nazionale britannica.

## Palmarès
- Mondiali di nuoto

Perth 1991: oro nel trampolino 1m
- Europei di nuoto

Bonn 1989: oro nel trampolino 1m
Atene 1991: bronzo nel trampolino 1m
Vienna 1995: oro nel trampolino 1m